# Luigi Canonica
Cristoforo Maria Aloisio Canonica, detto Luigi (Tesserete, 9 marzo 1762 – Milano, 7 febbraio 1844), è stato un architetto e urbanista svizzero attivo prevalentemente a Milano e in Lombardia. Architetto nazionale della Repubblica Cisalpina e poi architetto reale durante il Regno d'Italia napoleonico, fu autore, tra l'altro, del Foro Buonaparte e dell'Arena di Milano. Fu uno dei principali esponenti del movimento neoclassico italiano, insieme ai romani Valadier e Canina e ai lombardi Piermarini, Cagnola, Cantoni e Moraglia.

## Biografia
Nacque nel 1764 nell'attuale comune di Capriasca, nel Canton Ticino (a Roveredo o Tesserete: due diverse lapidi ne rivendicano la casa natale), figlio di Pietro Canonica, medico laureato all'Università degli Studi di Pavia e di Maria Antonia Porta, entrambi originari di Roveredo Capriasca. Ebbe cinque fratelli e quattro sorelle. Il vero nome era Cristoforo Maria Aloisio, ma venne chiamato solo con il terzo: in latino Aloisio, cioè Luigi.
Trasferitosi giovanissimo a Milano per intraprendere gli studi di lettere, preferì assai presto l'Accademia di Brera, dove seguì gli studi di architettura e divenne allievo di Giuseppe Piermarini, che ne intuì le doti e lo ammise nella propria cerchia.
Nota: il termine origine non indica la residenza ma unicamente il luogo d'origine della stirpe familiare. Di regola nei comuni di origine, molti dei cognomi sono anche dei patrizi, cioè antichi possessori di terreni di genere diverso.

## Epoca napoleonica
Poi venne il turbinoso biennio 1796-97, con la calata del generale Napoleone Bonaparte e la conquista francese della Lombardia austriaca, riconosciuta il 18 aprile 1797 dall'armistizio di Leoben. I fatti, a Milano, si succedevano rapidi: l'8 luglio veniva promulgata la costituzione della Repubblica Cisalpina, il 27 luglio venne annessa la Repubblica Cispadana e, nell'agosto, Piermarini venne destituito dalla carica di architetto di Stato, sostituito dal trentatreenne Canonica. Il maestro si ritirò nella natia Foligno nel 1798.

### Esordio
L'arrivo di Napoleone diede la stura ad un vorticare di ambiziosi progetti di rinnovamento di Milano, divenuta capitale della neonata Repubblica Cisalpina. Il primo incarico del Canonica era stato riprendere il progetto del Teatro dei Filodrammatici, riprendendo uno schizzo di Piermarini, sviluppato dal Pollak: Canonica realizzò un teatro (disfatto dai rifacimenti del 1970) di circa 1 000 posti, con quattro ordini superiori interamente in forma di logge, quindi privi della consueta suddivisione in palchi, probabilmente per scelta ideologica. E poté inaugurare il nuovo teatro il 21 dicembre 1800 con generale soddisfazione: il giovane architetto di Stato aveva superato la sua prima prova. La facciata, però, non venne mai completata (sino ad essere rimpiazzata, nel 1904, dallo sgraziato liberty che ancora si osserva).
Seguì, sempre nel 1802 l'incarico per la nuova Manifattura Tabacchi, in principio del secondo tronco dell'attuale via della Moscova, sul luogo di un precedente deposito, eretto nel 1719 e, soprattutto, del vasto convento dei Carmelitani Scalzi, risalente al 1622: si trattava di un grande stabilimento, che sfruttava la forza motrice della roggia di San Marco.
Le due commesse erano arrivate al Canonica in quanto architetto di Stato, ma, già nel 1801 egli ebbe l'occasione di valorizzare l'esperienza acquisita con un ricco contratto privato: il disegno della costruzione del nuovo Teatro Carcano (dal nome del proprietario), lungo l'allora prestigioso corso di Porta Romana. Canonica prese a modello il teatro alla Scala e il teatro della Cannobiana, disegnando una sala con quattro ordini di palchi, una volta con un medaglione centrale, decorata dappertutto con stucchi e dorature spiccatamente neoclassiche. Venne inaugurata il 3 settembre 1803. Come d'uso esso fu eretto sulla sede di un convento soppresso nel 1799, quello delle monache domenicane che lo occupavano dal 1498, avendo sostituito la più antica chiesa e ospedale di San Lazzaro.

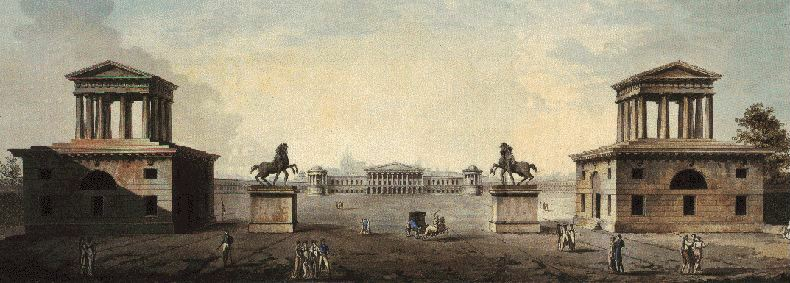
Il progetto dell'Antolini per il Foro Buonaparte (lato Milano).

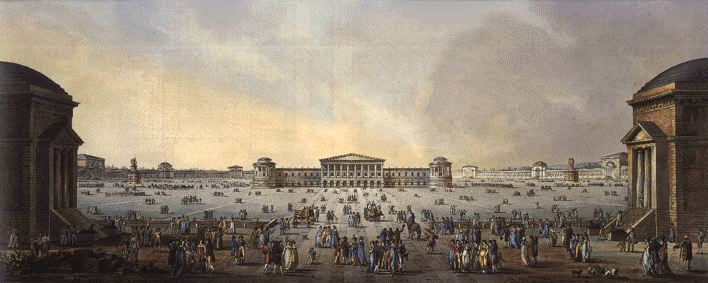
Il progetto dell'Antolini per il Foro Buonaparte (lato Porta Sempione).

### Foro Buonaparte
Ma la principale questione legata al rinnovamento di Milano era urbanistica e riguardava, in particolare, l'ampia area del castello: con decreto del 23 giugno 1800 Napoleone ne ordinò la totale demolizione (realizzata solo in parte dal 1801, per le torri laterali e in toto per i bastioni spagnoli, esterni al palazzo sforzesco, di fronte alla popolazione esultante). Per la sistemazione della vasta area attorno al sopravvissuto nucleo sforzesco vennero presentati, nel 1801, due documenti fondamentali: una pianta planimetrica della città di Milano, incisa dal Cagnani, con indicato il progetto di Foro Buonaparte dell'Antolini, nonché un piano Antolini, opera del medesimo architetto, che può essere considerato il primo piano regolatore di Milano.
Il progetto dell'Antolini prevedeva il rimaneggiamento del castello in forme vistosamente neo-classiche, con un atrio a dodici colonne e circondato, oltre che da una piazza circolare di circa 570 metri di diametro, da una sterminata serie di edifici pubblici di forme monumentali (le Terme, il Pantheon, il Museo Nazionale, la Borsa, il Teatro, la Dogana), collegati da portici sui quali si sarebbero aperti magazzini, negozi ed edifici privati. Esso venne respinto da Napoleone, il 13 luglio dello stesso anno, perché troppo costoso e, in effetti, sproporzionato ad una città di circa 120 000 abitanti.
Venne quindi ripreso in considerazione il progetto del Canonica, che limitava l'intervento ad un grande piazzale da sistemarsi di fronte al Castello, verso la città, di costo assai più contenuto. Esso era, inizialmente, intitolato "Città Buonaparte", ma assunse il titolo del progetto sconfitto e viene, ancor oggi, ricordato con il nome antoliniano di Foro Buonaparte. Il progetto venne ripresentato nel 1803 e realizzato tra il 1803 e il 1807: Canonica realizzò un pubblico passeggio, con viali alberati (poi abbattuti dagli austriaci dopo le cinque giornate e risistemati, dal 1864, dall'architetto Nazari).

### Arena Civica
La realizzazione del ‘Foro Buonaparte’ ridotto, aveva lasciata irrisolta la questione del grande spazio vuoto sull'area retrostante il Castello, opposta alla città. Vi si mise mano nel 1805. Cagnola disegnò l'Arco della Pace, mentre Canonica venne incaricato del disegno di un grande edificio per le feste, gli spettacoli e le celebrazioni. Nacque così, nel 1805, il progettò dell'Arena Civica, l'opera maggiore che Canonica ha lasciato nel capoluogo lombardo: si tratta di un anfiteatro, di impronta neoclassica sin nella morfologia.

Canonica lo disegnò ispirandosi al Circo di Massenzio, situato fuori di Roma, sulla Via Appia vicino alla basilica di San Sebastiano fuori le mura, forse il meglio conservato degli antichi circhi romani. Ha forma di ellisse, con lunghezza 240 metri e larghezza 120 metri e poteva contenere sino a 30 000 spettatori. Particolare imponenza ebbero il Pulvinare, ovvero il palco ove sedeva il monarca e la porta principale.

Fu incominciata nel 1805 e alla sua costruzione si impiegarono le pietre rivenienti dalla demolizione delle fortificazioni spagnole del castello e gli avanzi del castello di Trezzo sull'Adda, cosicché essa venne realizzata tutta in pietra viva. Venne inaugurato il 17 dicembre 1807 con una grande naumachia, alla presenza di Napoleone.

### Il piano dei rettifili
Il 9 gennaio 1807 venne istituita una Commissione d'Ornato per redigere il Piano Generale di Milano e controllare l'edilizia pubblica e privata delle diverse zone di Milano.
Essa portò un contributo memorabile alla storia urbanistica italiana, con il famoso Piano dei Rettifili: si trattava di rettificare i percorsi principali milanesi (piuttosto irregolari come in tutte le città medievali), in base ad una moderna estetica della regolarità (o razionalista ante-litteram), recuperando il tempo perduto nei tre secoli precedenti in cui a Milano non aveva seduto alcun potere politico indipendente.
Anche in questo caso veniva ripresa una precedente proposta del rivoluzionario Antolini. E anche in questo caso l'Antolini dovette soccombere a favore dei suoi più parchi e meglio introdotti colleghi: il successivo 23 settembre la commissione approvò un progetto elaborato dai suoi stessi membri. Il Canonica (Porta Vercellina e Porta Comasina), il Cagnola (Porta Romana, Porta Lodovica e Porta Vigentina), l'Albertolli (Porta Nuova), il Landriani (Porta Orientale e Porta Tosa) e lo Zanoja (Porta Ticinese o Marengo).

### Parco di Monza
Poco dopo l'incoronazione di Napoleone a Re d'Italia, il 26 maggio 1805 in Duomo, il 14 settembre, il nuovo viceré Eugenio emise un decreto imperiale per la costruzione, accanto alla Villa Reale di Monza e agli esistenti giardini, di un immenso parco con lo scopo di farne una tenuta modello e una riserva di caccia. Si trattava di un'opera immensa, su una superficie via via cresciuta sino ad oltre otto chilometri quadrati, con un recinto lungo quattordici chilometri.
I lavori vennero affidati proprio al Luigi Canonica, un po' perché ‘architetto di stato’, un po' poiché già vi aveva realizzato, nel 1802 il teatrino di corte. Avviati nel 1806, essi vennero terminati già nel 1808.
Canonica (assistito dall'ingegnere Tazzini e dal capogiardiniere Luigi Villoresi), estese l'area verde del complesso, sino ad oltre 700 ettari, incorporando ville settecentesche con i loro giardini (dei conti Durini e dei Gallarati Scotti), cascine, mulini, una vasta area boschiva e un ampio tratto del Lambro. All'interno vennero organizzate tenute agricole modello, approvvigionate d'acqua, destinate alla sperimentazione agricola e d'allevamento. Organizzando, però un vasto sistema di rettilinei (un asse principale Nord-Sud detto ‘viale Mirabello’, più una rete di viali secondari a distribuire i percorsi in tutto il parco) che mettevano in comunicazione i punti principali, formando delle vedute prospettiche dette ‘cannocchiali’, oltre ad una serie di gradevoli punti di vista.
All'interno del parco, Canonica realizzò il Ponte delle Catene sul fiume Lambro, alcune cascine e risistemò le settecentesche ville il Mirabello e il Mirabellino, già dei conti Durini.

### Il mestiere di architetto governativo, poi architetto reale
Nel 1805 fu incaricato di dirigere, a Milano, i festeggiamenti per l'incoronazione di Napoleone Bonaparte come Re d'Italia: per l'entrata trionfale dell'8 maggio, Canonica disegnò l'arco di Porta Magenta, realizzato utilizzando i materiali del demolito bastione del Castello; il successivo 26 maggio per l'incoronazione in Duomo (quando Napoleone, cingendo la Corona ferrea, pronunciò il famoso detto ‘Dio me l'ha data, guai a chi me la tocca') curò l'apparato decorativo e scenografico.
Un secondo arco (questa volta effimero, ovvero temporaneo, in legno) realizzò per una nuova entrata trionfale dell'imperatore, il 15 dicembre 1807, a Porta Romana.
Nel 1808 venne invitato ad un concorso per un grande Orto botanico da edificarsi a Porta Nuova, che avrebbe dovuto comprende uno zoo, una scuola, una biblioteca e un museo di storia naturale. Nel 1809 presentò una proposta insieme allo Zanoja, ma gli venne preferito, nel 1810, la proposta del Cagnola, che pure non venne mai realizzata.
Nel 1808 lavorò all'ampliamento del palcoscenico del Teatro alla Scala, proseguendo, nel 1814, con la demolizione di alcuni edifici dell'attuale via Verdi, fra i quali l'antico convento della Scala, consentendo al Giusti di sviluppare la superficie del palcoscenico di altri 16 metri e di creare molti locali aggiuntivi, inclusi quelli della scuola di ballo.
Nel 1810 venne insignito del titolo di Cavaliere dell'Ordine della Corona ferrea.

### Palazzo del Senato
Il 21 marzo 1808 Napoleone approvò la costituzione di un Senato del neonato Regno che venne destinato all'ex Collegio Elvetico (edificato nel 1579 per il cardinale Carlo Borromeo dal Mangone, con facciata barocca del Richini).
Al Canonica venne affidato il disegno di un generale progetto di risistemazione, che non sarebbe mai stato realizzato. Al centro del cortile era destinato il monumento a Napoleone I commissionato al Canova e oggi nel cortile di Brera.

### Palazzo Reale di Milano
Nel 1809 gli venne affidata la ristrutturazione del Palazzo Reale di Milano, che egli ampliò sino via Larga, aggiungendo un edificio per le scuderie, realizzando la facciata posteriore e curandone il parziale innalzamento. L'opera era assai ambiziosa e corrispondeva al periodo dei maggiori fasti dell'imperatore: Canonica ebbe, quindi, i mezzi per coinvolgere notevolissimi artisti, fra i quali l'Appiani, che affrescò un grande soffitto con Minerva mostra a Clio lo scudo istoriato di Napoleone e, nella Sala delle Udienze Solenni, l'allegoria dei quattro continenti (tutti perduti a seguito dei bombardamenti britannici ed statunitensi del 1943).

## Il ritorno degli austriaci
Con la caduta del Regno italico del viceré Eugenio di Beauharnais e l'arrivo degli austriaci del Bellegarde e del Saurau, Canonica cessò le proprie funzioni pubbliche.

### La fine degli incarichi pubblici
Non si conoscono, in dettaglio, le modalità di tale passaggio. I modi dovettero essere cortesi, se è vero che egli venne nominato socio dell'Accademia di belle arti di Vienna. Ma, sostanzialmente, egli non ebbe più alcun incarico pubblico. Un destino, questo, condiviso anche dall'altro grande maestro del Regno italico, Luigi Cagnola.
Probabilmente tale passaggio ebbe a che fare, anche, con il rarefarsi degli investimenti dello Stato, dal momento che l'amministrazione austriaca si impegnò assai meno di quella napoleonica nel rinnovamento urbanistico e civile. Fecero eccezione rari casi, relativi, più che altro, al completamento di progetti già avviati, quali le porte daziarie di Milano affidati, ad ogni buon conto, ad una nuova leva di architetti, tra i quali spicca l'ottimo Moraglia.
L'ultimo progetto pubblico del Canonica consistette nell'allargamento dell'Orto Botanico dell'Università di Pavia, realizzato nel 1815 e, quindi, probabilmente avviato prima della caduta del Regno italico: Canonica sostituì le serre in legno, realizzate su disegno del Piermarini) con serre in muratura, allora riscaldate con aria calda.
Da quel momento la sua opera si concentrò, esclusivamente, in una lunghissima serie di commesse private: notevoli palazzi di città, grandi ville di campagna, talune chiese e, soprattutto, un lungo elenco di edifici teatrali, a proposito dei quali si può ben dire che il nostro abbia avuto una parte significativa nel consolidare il modello del teatro d'opera italiano.

### Palazzi privati in Milano
- Nel 1815, un anno circa dopo l'ingresso, questa volta definitivo, in città degli austriaci del Bellegarde, Canonica realizzò il proprio palazzo di abitazione, in via Sant'Agnese 2, su Corso Magenta, di fronte a Palazzo Litta. Come consueto in quest'epoca, esso occupava la sede di un'antica istituzione religiosa, demolita sotto il governo di Napoleone e precisamente la chiesa e convento di Sant'Agnese, soppressi nel 1798. Il 7 dicembre 1921 (e sino al 1932) l'edificio ospiterà la prima sede dell'Università Cattolica di Milano e i primi corsi di laurea.
- Nel 1819 il conte Federico Confalonieri, uno dei maggiori patrizi lombardi, gli affidò la progettazione di una grande galleria commerciale da costruirsi nei pressi di Via Manzoni. Si trattava di una delle molte iniziative del conte Confalonieri e del conte Porro Lambertenghi, avviate nella seconda metà degli anni dieci (scuole di mutuo insegnamento, gli esperimenti con il gas illuminante, il tentativo di navigazione a vapore sul Po e sui laghi) e bruscamente interrotta dal governo austriaco prima con la chiusura de Il Conciliatore, poi con l'invio dello stesso Confalonieri al carcere duro dello Spielberg. Anche il progetto della galleria non ebbe alcun esito.
- Nel 1829 disegnò il progetto per il Palazzo Brentani, poi Palazzo Greppi, nell'attuale Via Manzoni. I lavori terminano nel 1831 e, il 4 agosto-5 agosto 1848 vi prese residenza Carlo Alberto di Savoia a cavallo fra la battaglia di Milano e l'armistizio di Salasco: poco ci mancò che vi restasse rapito o ucciso dai milanesi, furibondi per la consegna della città agli austriaci del Radetzky.
- Sempre nel 1829, e nella stessa Via Manzoni, al numero 10, intervenne sul Palazzo Anguissola, un sontuoso edificio opera del grande architetto neoclassico Felice Soave, che vi aveva operato appena nel 1775-78 su commissione di Antonio Anguissola. Passò poi agli Antona Traversi i quali commissionarono al Canonica la ricostruzione della facciata e un ampliamento che comprese l'inserimento di pregevoli cicli decorativi interni, esplicitamente ispirati all'antichità classica. Palazzo Brentani e Palazzo Anguissola sono oggi parte del quadrilatero di Intesa Sanpaolo e formano la sede delle Gallerie d'Italia - Milano.

I due ultimi interventi facevano parte di una generale ristrutturazione della gran via, allora contrada del Giardino, insieme al rifacimento del Palazzo Poldi-Pezzoli, disegnato dal Cantoni, il palazzo Melzi, disegnato dall'Albertolli o il Palazzo Borromeo d'Adda (ai numeri civici 39-41) del Settecento ma riformato in stile neoclassico dall'Arganini, un allievo del Cantoni.

### Ville
- Già tra la fine del Settecento e l'inizio dell'Ottocento, ebbe incarico di disegnare, a Colà di Lazise presso Verona, la Villa Dei Cedri (oggi parte del ‘Parco Termale del Garda'). Canonica disegnò una facciata descritta da un piano terra in bugnato, sul quale si elevano, a segnare il corpo centrale, quattro lesene con capitelli corinzi, a coprire il secondo e il terzo piano, coronate da un timpano triangolare. Si tratta di una tipologia decisamente in neoclassico ‘napoleonico’, che a tutt'oggi spicca per un netto distacco rispetto al tipo della ‘Villa Venetà e la fa somigliare, assai più, agli esempi di area lombarda. La realizzazione venne accompagnata da affreschi, in parte sopravvissuti. La villa venne immersa in un parco di 13 ettari ricco di alberi secolari, in parte riveniente dall'originale impostazione.

Dopo il 1814, faute d'argent d'ètat, si dedicò di nuova lena a soddisfare la fiorente domanda del ceto patrizio lombardo, ciò che lo portò a disegnare notevoli ville, tutte a nord di Milano, in Brianza, fra le allora Province di Como e Milano.
- Fu protagonista non secondario del vasto rinnovamento delle ville patrizie del Lago di Como: accanto alla Villa la Rotonda (del Pollack, con successivo intervento del Cagnola) e a Villa Olmo (del Cantoni), realizzò, per Marie Anne von Khevenhüller-Metsch, moglie del duca Carlo Visconti di Modrone, la bella Villa Parravicini (assai ben conservata). Canonica disegnò un'elegante costruzione a due piani, con il piano terreno elevato su una breve scalinata e una facciata con timpano centrale a cuspide, lesene ioniche (semipilastri che terminano con capitelli ionici), balconata al piano nobile, due ali simmetriche. Disegnò, ugualmente, il giardino a lago.
- Realizzò anche gli imponenti giardini della Villa Melzi d'Eril a Bellagio (edificio su disegno dell'Albertolli), rigorosamente in stile inglese, ben distesi su un'ampia porzione di lago e sormontati da un'intera quinta scenografica a coprire la sovrastante frazione di Suira. Canonica ridisegnò radicalmente il grande parco, servendosi dell'aiuto dell'agronomo Villoresi, già al suo fianco nella realizzazione del parco della Villa Reale di Monza.
- All'inizio dell'Ottocento lavorò, insieme al botanico Linneo Tagliabue, alla sistemazione all'inglese del giardino della Villa Visconti Borromeo Arese Litta di Lainate, rifinì parte della villa e riedificò la Cascina Camilla (poi abbattuta per far luogo ad uno stabilimento industriale).
- Attorno al 1820 disegnò, a Monticello Brianza, la Villa Nava (poi ‘Villa Rusconì poi ‘Villa Radice Fossati’), per gli omonimi Conti Nava, con facciata ad archi. Canonica disegnò un corpo principale con facciata descritta da un piano terra in bugnato, con porte finestre ad arco, sul quale si elevano due piani segnati da lesene (finte colonne) prive di timpano. L'edificio principale è preceduto da due avancorpi laterali a chiudere la corte di accesso. La posizione dell'edificio è (nelle parole di Cesare Cantù) "cavaliera di due giardini, chinati a due diverse coste, gode di variatissimi prospetti, specie a levante, dove la fortunata esposizione del belvedere, ornato da erme di uomini illustri, suggerì la costruzione di una limonaia" (opera successiva su disegno dal conte Ambrogio Nava).
- Verso il 1829 gli venne affidato il disegno della Villa Archinto Pennati (terminata verso il 1840, con l'intervento dell'Amati), certamente l'edificio signorile di maggiore rilievo in Monza, ovviamente dopo la Villa Reale. A quest'ultima il progetto sembra fare esplicito richiamo, dal momento che, su una preesistente villa settecentesca, Canonica disegnò un edificio neoclassico con un corpo principale e due ali laterali a chiudere un cortile pavimentato. Lo stesso fenomeno di ispirazione-emulazione si può osservare nel grande parco, frutto di una forte mano ispirata ai canoni paesaggistici del pittoresco inglese e dotato di laghetto.
- Sempre a partire dal 1829, ebbe incarico, dal patrizio milanese Pompeo Litta Visconti Arese, di ampliare la Villa Menafoglio Litta Panza, di Biumo Superiore, oggi una frazione di Varese. I lavori si protrassero all'incirca tra il 1829 e il 1831. Canonica ricavò dai rustici le nuove scuderie e le rimesse per le carrozze, determinando un allargamento della piazza originaria del centro del paesello. Egli disegnò, inoltre, un nuovo fabbricato a un solo piano, a pianta rettangolare resa ovale scantonando gli angoli per mezzo di colonne, destinato a ospitare la grande e sontuosa sala da pranzo, noto come ‘salone impero’, con vista sulla collina del Sacro Monte di Varese. All'architetto sono ascrivibili molti elementi della sala, inclusi la stufa, il disegno del pavimento, le consolle e tutti gli elementi di raccordo architettonico.
- Lavorò, probabilmente, all'enorme palazzo Borromeo, sull'Isola Bella del lago Maggiore, insieme ad altri quali il Galliori, il Morelli e lo Zanoja.
- Nel settembre 1842, quando il governo del Canton Ticino pubblicò un "Programma per la costruzione di un Palazzo Governativo in Lugano", egli venne chiamato a far parte della commissione esaminatrice, insieme all'Albertolli e all'Amati e attribuì la scelta al milanese Moraglia.

### Chiese
Ciò che differenzia Canonica, rispetto a taluni architetti attivi nel primo venticinquennio della nuova occupazione austriaca (in particolare il Moraglia), è l'assai ridotta partecipazione alle commesse ecclesiastiche.
Nella provincia si conoscono solo due opere decisamente minori: la stesura del progetto della chiesa di San Marcellino ad Imbersago e un non meglio specificato intervento sulla Chiesa SS. Vito e Modesto a Burago di Molgora.
Seguono, in Milano, i disegni di una nuova facciata per l'antica chiesa romanica di San Celso, presso il Santuario di Santa Maria dei Miracoli (oggi in Corso Italia) e, in Como, la nuova facciata del Santuario del Crocifisso, edificato nel 1564-74 (facciata restaurata, già nel 1864 dal Fontana).
Come nella tradizione dei Magistri cumacini, lasciò nella natia Tesserete solo rari segni artistici (peraltro gli unici in Ticino). In particolare, per la Chiesa di Santo Stefano, di costruzione romanica (documentata fin dal 1078) ma già sensibilmente arricchita in epoca barocca, Canonica disegnò un nuovo altare maggiore, nella forma di un tempietto a colonne, di gusto prettamente neoclassico.

### I progetti teatrali
Tale rarefazione contrasta con l'esuberanza della vera "specialità" del Canonica: l'edilizia teatrale. A Monza abbiamo già ricordato il teatrino di corte della Villa Reale, del 1802, a Milano il disegno del Filodrammatici e del Carcano, nonché l'ampliamento del palcoscenico della Scala.
Questi lavori teatrali e i successivi, sono tutti riconoscibili per il ricorso agli schemi più caratteristici del teatro d'opera italiano di gusto neoclassico. Che vennero, in effetti, formati proprio dal Canonica e dal suo maestro Piermarini. In quasi tutti i casi, Canonica, saggiamente, si limitava ai disegni e alla ‘direzione artistica’, mentre la progettazione esecutiva e la direzione lavori venivano lasciati ad ingegneri o architetti più di cantiere.
- Nel 1806 venne incaricato della ricostruzione del Teatro della Società di Cremona, completato nel 1747 su disegno dello Zaist e distrutto da un incendio nel 1806. Canonica realizzò una sala a ferro di cavallo, con quattro ordini di palchi e galleria e uno dei palcoscenici maggiori d'Italia. Esso prese il nome di ‘Teatro della Concordia’, per poi assumere, nel 1907, la denominazione definitiva di Teatro Ponchielli.
- Nel 1809 venne incaricato della costruzione della nuova sala del Teatro Grande di Brescia. Canonica demolì la vecchia sala, originariamente edificata nel 1664, poi rifatta nel 1735-39 dal Manfredi e ne ricostruì una nuova ‘a ferro di cavallo’, con cinque ordini di palchi (i due superiori trasformati, nel 1904, in galleria e loggione). La decorazione, opera del Teosa (e distrutte nel 1862-63 dal Magnani), rappresentava un'allegoria delle vittorie di Napoleone, dipinte dal Vantini, mentre il palco reale venne ornato di una sovraporta con un'allegoria della Notte (ancora esistente). L'opera venne inaugurata nel 1810.
- Nel 1811 ebbe incarico da Carlo Re di disegnare un nuovo teatro da edificare sul luogo dell'antichissima chiesa di San Salvatore in Xenodochio (fondata addirittura nel 787, sulle rovine di una grandiosa fabbrica romana, detta il Campidoglio e dedicata a Giove), all'incirca in via Silvio Pellico, presso Piazza Mercanti. L'incarico appare sintomo evidente del consolidarsi della fama del Canonica come architetto teatrale: il committente era lo stesso ex-calzolajo che, nel 1801, aveva commissionato il primo teatro di Santa Radegonda, rivelatosi una pessima costruzione, con un'acustica inadeguata (infatti sarà presto rifatto dal Moraglia). Si comprende bene che, al secondo tentativo, Re non abbia voluto correre rischi, e si sia affidato al migliore sulla piazza: il Canonica, appunto. Canonica disegnò una sala allungata, con tre file di sedici palchi ciascuna. Il nuovo Teatro Re, battezzato dal nome dal committente, venne inaugurato sulla fine del 1813. Esso divenne il teatro di prosa ‘per eccellenzà di Milano. Venne demolito nel 1872, quando l'attività si spostò nel Teatro della Commedia (successivamente Manzoni) in Piazza San Fedele.
- Attorno al 1812 venne chiamato a completare il nuovo Teatro Sociale di Como, iniziato dell'architetto Cusi nel 1811: nel corso dei lavori si verificarono alcuni crolli, a seguito dei quali intervenne, su incarico del governo, prima lo Zanoja (che si limitò ai contenimenti di emergenza), seguito dal Canonica, che terminò il cantiere per la inaugurazione del 28 agosto 1813 e disegnò (successivamente) la facciata meridionale (oggi coperta).
- Nel 1815 Canonica completò la ristrutturazione del Teatro Fiando. Il sito era, in precedenza, occupato dalla Chiesa di Santa Maria Immacolata, realizzata dal Trezzi, inaugurato dal cardinale Federico Borromeo il 23 maggio 1616, e chiamato ‘Oratorio del Bellarminò in quanto assegnato alle ‘Scuole della Dottrina Cristiana’, erette secondo i dettami del gesuita cardinale Bellarmino. Canonica trasformò l'oratorio in teatro battezzandolo con il nome di un noto burattinaio. Esso venne abbattuto nel 1868, per allargare piazza Beccaria e trasferito in un vicino nuovo edificio (opera del Giuseppe Mengoni, l'architetto della Galleria Vittorio Emanuele II di Milano, su disegno dell'architetto Spinella), il Teatro Gerolamo, dal nome del più celebre burattino del burattino. Qui ebbe sede, dal 1906 al 1957, la Compagnia Marionettistica Carlo Colla e Figli, a lungo uno dei vanti di Milano.
- Nel 1817 progettò il nuovo Teatro Sociale di Mantova, realizzato dal Marconi. La facciata è bassa e larga, ma conserva un tratto di maestosità, grazie ad un pronao a sei colonne, sovrastato da un frontone triangolare. La sala è composta da tre ordini di palchi e due di galleria. Per le decorazioni interne, Canonica si affidò all'Hayez (che realizzò medaglioni rappresentanti Apollo e Minerva, ad ornare la volta della platea). Il teatro venne inaugurato il 26 dicembre 1822 e ancora conserva, sostanzialmente, le forme e le decorazioni dell'epoca.
- Nel 1821 venne incaricato, da una neonata società di palchettisti, della progettazione del costruendo Teatro Sociale di Sondrio. L'incarico gli venne affidato su consiglio dell'‘Imperial Regio Delegato della provincia' (il nostro prefetto) De Pagave, il quale, al contempo, affidava la costruzione del nuovo ospedale civile al Moraglia. Il piccolo teatro, inaugurato per il carnevale del 1824, ebbe superficie di poco più di un ettaro, con la consueta struttura ad U, platea circondata da palchi e, al primo piano, un piccolo casino, per le feste dei palchettisti. La struttura interna, tuttavia, non è più riconoscibile, a seguito di un intervento di trasformazione in cinema-teatro realizzata fra il 1946 e il 1948.
- Nel 1825 partecipò al concorso per la progettazione del nuovo Teatro Carlo Felice di Genova: vinse l'indigeno Barabino, ma Canonica fu, in un secondo tempo, chiamato per la realizzazione del palcoscenico e della parte interna della curva della sala.
- Verso il 1830 venne incaricato dell'ingrandimento del Teatro Morelli di Novara, eretto nella seconda metà del XVIII secolo su disegno dell'architetto pontificio Cosimo Morelli (l'autore, fra l'altro, del Teatro Pergolesi di Jesi, del vecchio Pergolesi di Osimo). Il cantiere venne realizzato dall'ingegnere novarese Antonio Agnelli e completato nel 1832. Esso venne abbattuto a fine Ottocento, per far posto all'attuale Teatro Coccia.
- Ancora il 12 ottobre 1843, alla vigilia della morte, completava la costruzione del Teatro Sociale di Castiglione delle Stiviere, edificato su incarico del patriziato locale, per il quale Canonica disegnò un impianto nella consueta forma a ferro di cavallo.

## La morte
Morì celibe e senza figli nella sua casa di via Sant'Agnese a Milano, il 7 febbraio 1844, e fu sepolto al Fopponino di Porta Vercellina, oggi non più esistente.
L'iscrizione sulla sua lapide recitava:
LVIGI CANONICA 

NATO A TESSERETE NEL 1762 

MORTO A MILANO NBL 1844 

ARCHITETTO 

DI FAMA PARI AGLI ANTICHI 

SEPPE CON MIRABILI OPERE 

AVER NOME IMMORTALE 

PER TESTAMENTO 

LEGO' PARTE DI SVA FORTVNA 

ALL'EDVCAZIONE DEL POPOLO 

E MERITO' LE BENEDIZIONI 

DEGLI VOMINI E DI DIO 

L'EREDE LVIGI FONTANA 

POSE IN SEGNO DI RICONOSCENZA»
Lasciò infatti nella natia Tesserete un legato annuo di 1 500 lire austriache con l'obbligo del "Sacerdote Cappellano di fare la scuola ai figli maschi di quel Comune insegnando loro a far conti, leggere, scrivere e religione", una donazione di 40 000 lire austriache per l'istituzione di "una scuola infantile e una scuola per le figlie", un lascito annuo di lire 300 annue alla parrocchia, per pagare un organista che suonasse nelle feste di precetto.
A lui è intitolata una via a Milano città, che attraversa i quartieri di Chinatown, Borgo degli Ortolani, Sempione.